# Kaliurang
Kaliurang is een bestuurslaag in het regentschap Magelang van de provincie Midden-Java, Indonesië. Kaliurang telt 2434 inwoners (volkstelling 2010).
In Kaliurang bevindt zich het Ullen Sentalu Museum.